# Наносемантика
Наносемантика, (лаборатория «Наносемантика», Nanosemantics Lab) — российская ИТ-компания, которая специализируется на обработке естественного языка (NLP), компьютерном зрении (CV), речевых технологиях (ASR/TTS) и создании интерактивных диалоговых интерфейсов (чат-ботов, виртуальных ассистентов и др.) на основе искусственного интеллекта (ИИ). В своих проектах компания использует нейросетевые платформы, включая собственную платформу PuzzleLib, которая работает на российских процессорах «Эльбрус» и операционной системе Astra Linux. «Наносемантика» основана в 2005 году Игорем Ашмановым и Натальей Касперской.

## Деятельность
Компания одной из первых на российском рынке стала заниматься разработкой диалоговых интерфейсов для разных отраслей бизнеса, а также поддержкой сообщества разработчиков ИИ. Наиболее востребованное решение для бизнеса (по состоянию на начало 2020-х гг.) — автоматические «онлайн-консультанты», которые в режиме «чата» разъясняют потребителям вопросы пользования коммерческими продуктами.
В 2009 году компания представила проект «А-я-яй.ру» — бесплатный сервис по созданию, обучению и демонстрации другим пользователям «инфов» — виртуальных существ, с которыми можно поддерживать диалог посредством текстового чата. Изначальными целями проекта назывались проверка технологий искусственного интеллекта на массовом пользователе и «пропаганда идеи общения с виртуальным собеседником на естественном языке». За время существования сервиса пользователями было создано более 2,3 млн «инфов», способных общаться не только с посетителями, но и друг с другом. Проект получил премию РОТОР.
В качестве площадок для размещения чат-ботов могут использоваться популярные социальные сети и мессенджеры. При создании ботов компания использует свой собственный язык лингвистического программирования Dialog Language (DL).
Среди отраслей, где применяются разработки «Наносемантики», — банки и финансовые услуги, телекоммуникации, розничная торговля, туристическая и автомобильная промышленность, производство бытовой техники и т. д. В числе клиентов компания перечисляет ВТБ, Билайн, МТС, Сбербанк, ВШЭ, Webmoney, Газпромнефть, Ростелеком, Ford Motors, Министерство здравоохранения РФ и др..
«Наносемантика» использует термин «инф» для обозначения своих многочисленных типов чат-ботов. Этот термин был придуман одним из основателей компании Игорем Ашмановым. В монографии «Основы бизнес-информатики», изданной ВШЭ в 2014 году, проводится исследование эффективности таких «инфов» для бизнеса. Утверждается, что спроектированные для конкретных бизнес-проектов чат-боты могут снизить нагрузку на сотрудников, собирать статистику рыночного спроса, а также повышать лояльность потребителей. Потребители становятся лояльными из-за того, что им нравятся быстрые и понятные ответы «инфов» на их вопросы (для подготовки ответов используются большие базы данных). В монографии ВШЭ отдельно описывается проект «Наносемантики» для российского филиала компании Ford Motors, когда возможности ИИ использовались для продвижения модели автомобиля Ford Kuga . Сообщается, что за 2 месяца с начала рекламной кампании на промо-сайте продукта состоялось 47774 разговора посетителей со специализированным «инфом»: пользователи задали несколько сотен тысяч вопросов, а самый длинный чат длился 3 часа 10 минут. После 1 года промо-кампании было установлено, что 28,6 % людей, сделавших предварительные заказы, разговаривали с «инфом».
В 2016 году компания «Наносемантика» запустила SaaS-платформу, на которой пользователи могли создавать бота-консультанта для своих сайтов.
Своим флагманским продуктом компания называет Dialog Operating System (DialogOS), профессиональную платформу корпоративного уровня для создания интеллектуальных голосовых и текстовых роботов. В основе системы собственный язык лингвистического программирования для создания гибких сценариев и обученные нейросетевые NLP-модули, которые позволяют понимать, что хочет собеседник чат-бота.
В 2021 году компания представила технологию NLab Speech ASR, которая представляет собой набор нейросетевых алгоритмов для обработки аудиосигналов и анализа текста, которые были обучены и откалиброваны на «больших» речевых данных, размеченных вручную. Скорость обработки данных по данной технологии в облачной инфраструктуре «Наносемантики» может достигать 6 real-time factor, а показатель точности на зашумлённых аудиоданных составляет более 82 %. В марте 2022 года разработка была включена в Единый реестр российских программ для электронных вычислительных машин и баз данных. Одновременно с NLab Speech ASR в реестр также была включена NLab Speech TTS. Она представляет собой речевую технологию, которая формирует речевой сигнал по печатному тексту, то есть это искусственное производство речи человека.
В 2021 году годовая выручка «Наносемантики» составляла более 100 миллионов рублей.

## Совместные проекты
В 2009 году компания Mail.ru вела переговоры с «Наносемантикой» о заключении опционного соглашения для получения пакета от 10% до 20% акций.
«Наносемантика» участвует в проектах компании «Ашманов и Партнеры», связанных с ИИ — в частности, с 2014 года участвует в разработке аппаратного «виртуального помощника» под названием Lexy.
В августе 2019 года было объявлено, что «Наносемантика» собирается участвовать в создании открытой операционной системы для создания автоматизированных голосовых помощников. Проект был назван SOVA (Smart Open Virtual Assistant, «умный открытый виртуальный помощник») и получил от Фонда поддержки проектов Национальной технологической инициативы (НТИ) инвестиции в размере 300 миллионов рублей.
Компания поддерживает долгосрочные партнёрские отношения с отраслевым объединением «Нейронет», и Яндексом и инновационным центром «Сколково» (является резидентом кластера информационных технологий) .
Совместно с американским стартапом Remedy Logic «Наносемантика» разработала диагностическую систему, которая при помощи искусственного интеллекта определяет на изображениях, полученных методом магнитно-резонансной томографии, патологии позвоночника, среди которых центральный, фораминальный и латеральный стенозы поясничного отдела, грыжи, артрозы, а также предлагает варианты лечения.
В августе 2021 года компания стала резидентом технологической долины МГУ.
Также в 2021 году «Наносемантика» вошла в состав комитета по искусственному интеллекту Ассоциации разработчиков программных продуктов (АРПП) «Отечественный софт».
Одной из своих миссий «Наносемантика» называет поддержку инициатив, направленных на сохранение и развитие русского языка. В мае 2021 года совместно с Государственным институтом русского языка им. А. С. Пушкина компания создала специального чат-бота Фила, который объясняет пользователям значения различных неологизмов — и предлагает для них синонимы. Словарный запас чат-бота насчитывает более 500 неологизмов, кроме того, робот может предоставить информацию по словам-жаргонизмам, профессионализмам и т. д.
В 2021 году «Наносемантика» вместе с другими крупными российскими компаниями подписала кодекс этики искусственного интеллекта, который закладывает нормы этичного поведения компаний, занимающихся разработкой и внедрением технологий искусственного интеллекта.

### ИТ-конкурсы
С 2015 года компания регулярно организует всероссийские конкурсы по тесту Тьюринга для разработчиков ПО, некоторые из этих мероприятий организованы совместно с Microsoft. Во время соревнований судьи случайным образом выбирают виртуального собеседника, и в течение непродолжительного чата им необходимо определить, человек или машина с ними говорят. На другой стороне может выступать как чат-бот, так и создатель (оператор) чат-бота. Результаты измеряются в процентах «поверивших» от общего числа судей.
В 2021 году в рамках федерального проекта «Искусственный интеллект» «Наносемантика» приняла участие в технологических конкурсах, которые проводит Национальная технологическая инициатива.
В декабре 2021 года госучреждение «Ресурсный центр универсального дизайна и реабилитационных технологий» и «Наносемантика» провели всероссийский хакатон по разработке решений с использованием искусственного интеллекта в сфере медицины. За три дня участники разработали программы-тренажёры для пациентов с нарушениями речи.
В апреле 2022 года при поддержке «Наносемантики» в Российском технологическом университете МИРЭА прошёл студенческий хакатон по разработке алгоритмов генерации голосовых «фейков». 17 команд соревновались в создании программы, которая копирует голос конкретного человека.

## Признание
За время работы «Наносемантика» получила ряд наград. Среди них несколько профессиональных отраслевых премий РОТОР, полученных сайтом iii.ru, созданным в 2009 году. Сайт предоставляет широкой общественности средства для создания и обучения виртуальных помощников, которые затем можно использовать на веб-сайте или интегрировать в социальные сети.
В 2013 году виртуальный консультант Дана, созданный «Наносемантикой» для «Beeline Казахстан», была отмечена профессиональной премией «Хрустальная гарнитура» в номинации «Лучшее применение технологий».
В 2015 году международная медиакомпания RBTH включила «Наносемантику» в свой список «50 лучших стартапов» в России.
В 2016 году «Наносемантика» получила государственную «Премию Рунета» в двух номинациях: «государство и общество» и «технологии и инновации».
В сентябре 2021 года в Великом Новгороде команда «Наносемантики» стала победителем хакатона, посвящённого поиску способов выявления коррупционных схем в российских законах.
В феврале 2022 года «Наносемантика» победила во втором этапе конкурса НТИ Up Great «ПРО//ЧТЕНИЕ» по созданию систем искусственного интеллекта для проверки сочинений школьников. Команда корпоративных разработчиков получила 20 млн рублей за преодоление технологического барьера в конкурсе по английскому языку, а также 12 млн рублей за первое место в специальной номинации «Структура» в конкурсе для сочинений по русскому языку.